# Erich Dirwelis
Erich Dirwelis (* 12. März 1921 in Galwoszen, Kreis Pillkallen (Ostpreußen); † 6. Februar 2001) war Generalmajor der Nationalen Volksarmee (NVA) der Deutschen Demokratischen Republik.

## Leben
Der Sohn eines Waldarbeiters absolvierte nach dem Schulbesuch von 1936 bis 1938 eine Lehre als Maschinenschlosser, die er jedoch nach der Einberufung zum Reichsarbeitsdienst abbrechen musste. Anschließend war er wie sein Vater ein knappes Jahr als Waldarbeiter tätig, ehe er 1940 zur Wehrmacht eingezogen wurde. Als Feldwebel der Panzertruppe geriet er 1944 in sowjetische Kriegsgefangenschaft, aus der er erst 1949 entlassen wurde.
Am 17. Mai 1949 trat er als Kursant in die Deutsche Volkspolizei (DVP) ein und stieg binnen kurzer Zeit zum Gruppenführer an der Landespolizeischule Rostock sowie an der Volkspolizeischule Eggesin auf. Zwischen 1949 und 1951 war er Fachlehrer und Kompaniechef an der VP-Dienststelle Primerwald und 1951 Mitglied der SED. Nach einem einjährigen Sonderlehrgang in der UdSSR kehrte er 1952 als Fachlehrer und Hauptfachlehrer an die VP-Dienststelle Primerwald zurück sowie zugleich an der Panzerschule Großenhain, wo er von 1953 bis 1959 Stellvertretender Kommandeur und Leiter der Ausbildung war. Von 1959 bis 1961 war er Absolvent der Generalstabsakademie der UdSSR, die er mit dem akademischen Grad eines Diplom-Militärwissenschaftlers abschloss.
Nach seiner Rückkehr aus der UdSSR war er bis 1965 zunächst Stellvertretender Kommandeur der 7. Panzerdivision in Dresden. Am 1. September 1965 erfolgte im Range eines Obersts seine Ernennung zum Kommandeur der 11. motorisierten Schützendivision in Halle. Im Anschluss daran wurde er am 1. Juli 1969 Kommandeur der Militärtechnischen Schule „Erich Habersaath“ in Prora, der Technischen Unteroffizierschule der Landstreitkräfte. Auf diesem Dienstposten verblieb er dann bis zu seiner Entlassung am 30. November 1984. Zugleich erfolgte hier am 1. März 1972, dem 16. Gründungsjubiläum der NVA, seine Ernennung zum Generalmajor.
Dirwelis war verheiratet und Vater eines Sohnes. Er lebte zuletzt in Binz.

## Auszeichnungen
- 1968 Vaterländischer Verdienstorden in Bronze und 1974 in Gold
- 1978 Kampforden „Für Verdienste um Volk und Vaterland“
- Scharnhorst-Orden